# Paepalanthus stegolepoides
Paepalanthus stegolepoides är en gräsväxtart som beskrevs av Harold Norman Moldenke. Paepalanthus stegolepoides ingår i släktet Paepalanthus och familjen Eriocaulaceae. Inga underarter finns listade i Catalogue of Life.